# Азербайджано-джибутийские отношения
Азербайджано-джибутийские отношения — двусторонние дипломатические отношения между Азербайджанской Республикой и Республикой Джибути в политической, военной, экономической сферах.

## Дипломатические отношения
Дипломатические отношения между Азербайджаном и Джибути впервые были установлены 22 октября 1996 года.
Начиная с 2016 года, отмечается укрепление сотрудничества между двумя государствами.
Постоянных представителей обеих стран нет.

## Международное сотрудничество
Азербайджан и Джибути сотрудничают в рамках таких международных организаций, как Организация Объединённых Наций (ООН) и Организация исламского сотрудничества (ОИС).
Обе страны являются членами Движения неприсоединения.
В январе 2017 года Национальное Собрание Республики Джибути приняло резолюцию, в которой Ходжалинская резня была признана актом геноцидом и преступлением против человечности. В резолюции также затрагивается вопрос оккупации территорий Азербайджана Арменией.

## Межпарламентские связи
14 апреля 2017 года руководство парламента Азербайджана — Милли Меджлиса приняло решение о создании рабочей группы по межпарламентским связям между Азербайджаном и Джибути. Председателем рабочей группы является депутат парламента Азербайджана Вусал Гусейнов.
В 2017 году парламентская делегация во главе со спикером парламента Джибути совершил поездку в Азербайджан для участия в международном форуме по межкультурному диалогу.

## Экономическое сотрудничество
24 февраля 2017 года между министром иностранных дел Азербайджана — Эльмаром Мамедъяровым и министром иностранных дел и международного сотрудничества Джибути — Махмудом Али Юсуфом был подписан Меморандум о взаимопонимании по проведению политических консультаций.
3 мая 2017 года председатель парламента Азербайджана Огтай Асадов принял делегацию во главе с председателем Национального Собрания Республики Джибути Мохаммедом Али Хумедом. В ходе встречи были заключены соглашения об усилении совместной деятельности в экономической сфере.

## Гуманитарная помощь
10 апреля 2017 года из Баку в Джибути был отправлен самолет с гуманитарной помощью. Гуманитарная помощь была направлена Министерством по чрезвычайным ситуациям в соответствии с распоряжением Президента Азербайджанской Республики. Пострадавшие были обеспечены такими продуктами. как питьевая вода, сахар, чай, подсолнечное масло, кукурузное масло, мука, макароны, вермишель и т. д.

## Партнерство в гражданской авиации
30 ноября 2016 года в ходе визита президента ЗАО «Азербайджанские Авиалинии» в Республику Джибути был подписан Меморандум о взаимопонимании между «Азербайджанскими авиалиниями» и «Джибути Эйрлайнз» по расширению сотрудничества. Кроме того, была достигнута договоренность об открытии рейса Баку-Джибути, а также о создании азербайджано-джибутийской совместной компании по грузоперевозкам.